# Rebecca Cartwright
Rebecca "Bec" Cartwright (sinds haar huwelijk bekend als Bec Hewitt) (Sydney, 23 juli 1983) is een Australische actrice die vooral bekend is vanwege de rol die ze speelde in de Australische soap Home and Away tussen 1998 en 2005. Daarnaast heeft ze in Australië een drietal singles uitgebracht, waaronder All Seats Taken. 
Wereldwijd werd ze bekend vanwege van haar verloving met Lleyton Hewitt, een Australische tennisspeler van topniveau. Op 21 juli 2005 traden ze in het huwelijk. De ceremonie had plaats in Sydney Opera House. Rebecca kondigde aan dat ze haar rol in de Australische soap zou beëindigen en haar man zou volgen in het tenniscircuit. 
Op 29 november 2005 werd hun eerste kind (een dochtertje genaamd Mia Rebecca) geboren. Op 11 december 2008 werd hun tweede kind, zoon Cruz Lleyton, geboren. Op 19 oktober 2010 werd hun derde kind geboren, dochter Ava Sydney Hewitt. De naam van hun derde kind werd niet meteen bekendgemaakt. Mensen konden voor het bedrag van 2 dollar per sms een gokje wagen hoe de kleine zou heten. Op 27 oktober 2010 werd uiteindelijk de naam bekend.